# Bill Bowen
James Wilbur „Bill“ Bowen (13. Oktober 1923 im Alcorn County, Mississippi – Dezember 2011 in Memphis) war ein US-amerikanischer Rockabilly-Musiker.

## Leben
Um 1954 spielte Bowen zusammen mit Ray Harris in einer Country-Band und trat mit ihm im lokalen Radio auf. 1955 und 1956 spielte er einige Demos bei Sun Records ein und 1956 nahm er bei Meteor Records, nach Sun das Plattenlabel für Rockabilly in Memphis, die beiden Titel Don’t Shoot Me Baby und Have Myself A Ball auf. Seine Hintergrundband waren The Rockets, sie bestand aus dem E-Gitarristen Teddy Thompson und einem Bassisten. Der Bandname war an die Gruppe des Gitarristen Thompson angelehnt, die auch Rockets hieß. Die anderen Mitglieder der „originalen“ Rockets konnten sich jedoch nicht daran erinnern, irgendwann mit Bowen gespielt zu haben. Die Single erschien am 30. Juli 1956, zeigte aber nur schwache Verkäufe. Bowen verließ 1957 das Musikgeschäft.
Bill Bowen wurde als 323. Mitglied in die Rockabilly Hall of Fame aufgenommen.

## Diskografie
| Jahr                    | Titel                                                           | Plattenfirma |
| ----------------------- | --------------------------------------------------------------- | ------------ |
| 1956                    | Don’t Shoot Me Baby (I’m Not Ready To Die) / Have Myself A Ball | Meteor 5033  |
| Unveröffentlichte Titel |                                                                 |              |
| 1955–1956               | - Two-Timing Baby - Don’t Shoot Me Baby (alt. Version)          | Sun          |